# Oberkurzheim
Oberkurzheim è una frazione di 693 abitanti del comune austriaco di Pöls-Oberkurzheim, nel distretto di Murtal, in Stiria. Già comune autonomo, il 1º gennaio 2015 è stato fuso con l'altro comune soppresso di Pöls per costituire il nuovo comune.